# Pratap Singh Shah
Pratap Singh Shah, rey de Nepal, (Gorkha, 16 de abril de 1751 - Katmandú, 17 de noviembre de 1777), hijo primogénito de Prithvi Narayan Shah fue proclamado rey de Nepal en 1775 cuando tenía 23 años. Para evitar problemas arrestó a uno de sus tíos y a su hermano pequeño Bahadur Shah. Más tarde fueron exiliados a India. El principal motivo por el que tomó esta decisión fue para evitar que planeasen crear pequeños reinos para ellos.
Se casó con Rajendra Laxmi quien pronto le dio un heredero al trono. Pero al poco tiempo se casó por segunda vez con Maiju Rani perteneciente a una familia Newar y por lo tanto no de una casta apropriada para un rey.
Pronto descuidó los temas de estado dejándolos en manos de los ministros y pasando la mayor parte del tiempo con su segunda esposa en rituales secretos tántricos.
Murió a los 25 años de viruela mientras su segunda esposa estaba embarazada. El hijo que tuvo con la reina Rajendra Laxmi, Rana Bahadur Shah fue declarado el tercer rey de Nepal con tan solo 2 años de edad.